# Чивута, Ноа
Ноа Сикомбе Чивута (англ. Noah Sikombe Chivuta; 25 декабря 1983, Ндола, Замбия) — замбийский футболист, игравший на позиции полузащитника. Выступал за сборную Замбии.

## Клубная карьера
Ноа начал свою карьеру в замбийском клубе «Роан Юнайтед». Затем выступал за южноафриканские «Элленик» и «Питерсбург Пилларс». В 2003 году возвратился в Замбию, подписав контракт с «Кабве Уорриорз».
С 2004 по 2008 играл за «Марицбург Юнайтед», «Мпумаланга Блэк Эйсиз», «Бидвест Витс». Летом 2008 года перешёл в «Суперспорт Юнайтед». Дебютный матч за клуб из Претории провёл 17 сентября 2008 против «Платинум Старс». Проведя за сезон 9 матчей, в основном появляясь на замену, Ноа стал чемпионом ЮАР.
Испытывая недостаток игровой практики летом 2009 полузащитник покинул «Суперспорт Юнайтед» и присоединился к «Марицбург Юнайтед». В дебютном матче после перехода Ноа отметился забитым мячом в ворота своей бывшей команды. Чивута очень быстро стал игроком основного состава и за сезон 2009/10 принял участие в 27 встречах, отметился 4 забитыми мячами. Летом 2010 года Ноа вновь сменил клуб, на этот раз подписав контракт с «Фри Стэйт Старс». В клубе из Бетлехэма Чивута провёл три сезона, сыграв 61 игру и забив 10 голов.
16 июля 2013 года было объявлено о переходе полузащитника в тайский «Накхон Ратчасима», в составе которого в 2014 году стал победителем Первой лиги Таиланда и получил право выступать в Тайской Премьер-лиге.

## Карьера в сборной
Чивута дебютировал в сборной Замбии в 2007 в матче Кубка КОСАФА против сборной Мозамбика, на 35 минуте встречи отметился забитым мячом. Ноа был включён в заявку сборной на Кубок африканских наций 2010 в Анголе. На турнире защитник провёл два матча — встречу 2 тура группового этапа против Габона и четвертьфинал с Нигерией. В игре плей-офф Ноа появился на замену в дополнительное время и реализовал в серии послематчевых пенальти свою попытку.
В 2012 году был заявлен на ставший победным для его сборной Кубок африканских наций 2012, принял участие только в одной игре, выйдя на замену в конце матча с Сенегалом на групповом этапе.
В 2013 году Ноа вновь был в заявке Замбии на африканское первенство, на этот раз Чивута не сыграл ни одной игры.
Замбиец принимал участие в отборочных играх к чемпионатам мира 2010 и 2014, на которые его сборная не смогла пробиться.

## Достижения
Суперспорт Юнайтед
- Чемпион ЮАР (1): 2008/09

 Сборная Замбии
- Победитель Кубка африканских наций (1): 2012